# فيوو مير
فيوو مير (بالإنجليزية: Vuyo Mere)‏ (5 مارس 1984 بلومفونتين جنوب أفريقيا - ) هو لاعب كرة قدم جنوب أفريقي، يلعب كمدافع، شارك في كأس الأمم الأفريقية 2006.

## روابط خارجية
- فيوو مير على موقع قاعدة بيانات كرة القدم.إي يو (الإنجليزية)
- فيوو مير على موقع ناشيونال فوتبول تيمز (الإنجليزية)
- فيوو مير على موقع Soccerway.com (الإنجليزية)